# 산림바이오소재연구소
산림바이오소재연구소(山林-素材硏究所)는 국립산림과학원의 소관사무를 분장하는 소속기관이다. 2018년 3월 30일 발족하였으며, 경상남도 진주시 진주대로 672에 위치하고 있다. 소장은 임업연구관으로 보한다.

## 연혁
- 1970년 7월 15일: 임목육종연구소 소속으로 중부육종장 설치.[2]
- 1998년 8월 1일: 임업연구원 소속 남부임업시험장으로 개편.[3]
- 2004년 1월 9일: 국립산림과학원 소속 남부산림연구소로 개편.[4]
- 2018년 3월 30일: 산림바이오소재연구소로 개편.[5]

## 관할구역
- 경상남도